# Pflasterstrand

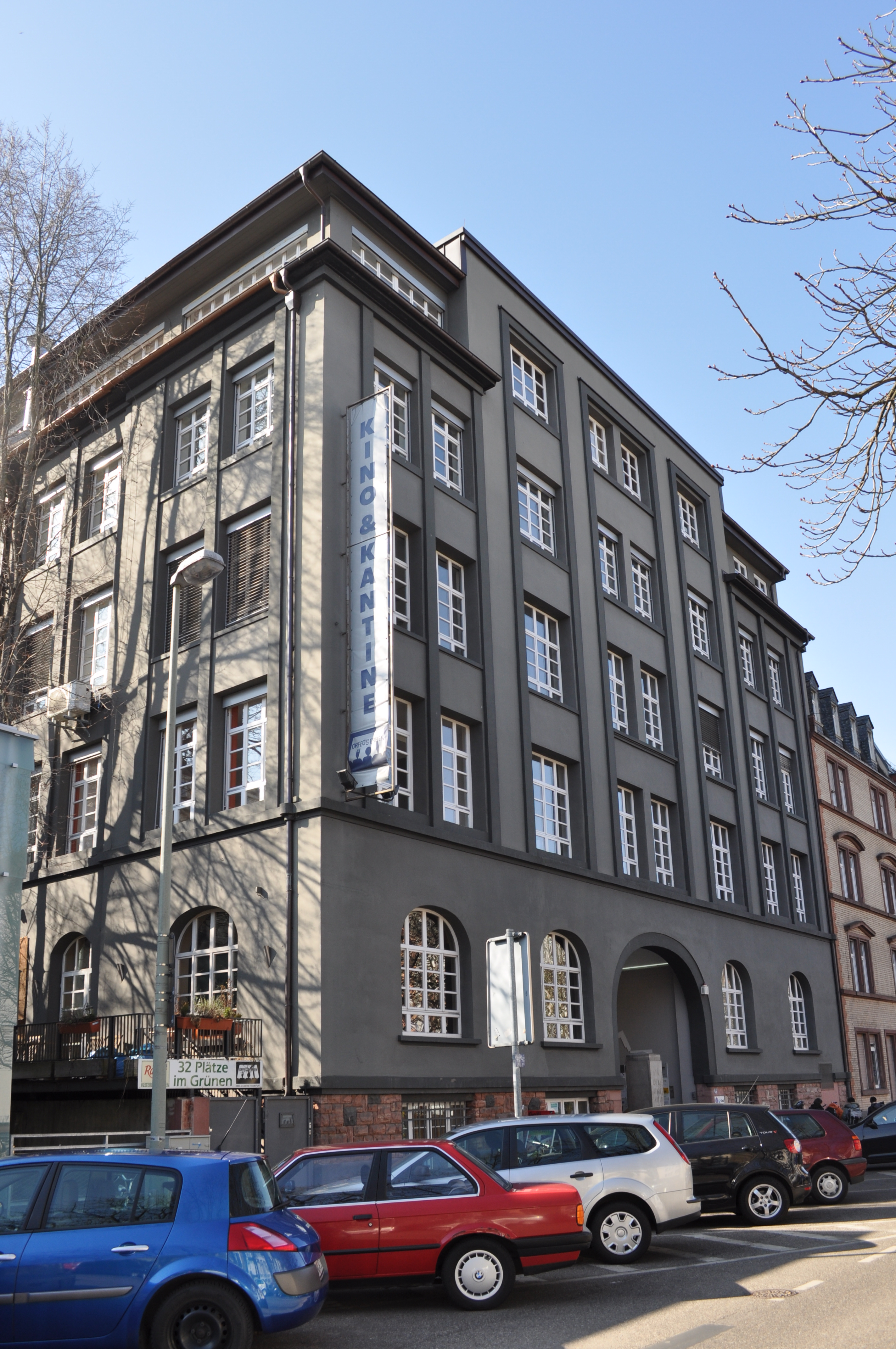
Hamburger Allee 45: Ehemaliger Sitz der Pflasterstrandredaktion

Der Pflasterstrand (Schreibweise ab Februar 1986 „PflasterStrand“) war ein unter diesem Namen von 1976 bis 1990 vierzehntäglich bzw. monatlich erscheinendes Frankfurter Stadtmagazin, dessen verantwortlicher Redakteur Daniel Cohn-Bendit war.
Bevor es sich „Stadtzeitung für Frankfurt“ und später „Metropolenmagazin“ nannte, erschien es unter einer Reihe anderer Untertitel, die seine kritische politische Ausrichtung ausdrücken sollten, beispielsweise Sponti-Stadtzeitung, Zeitung für Stadtindianer, Zeitung für Exhibitionisten, Zeitung für Krankfurt, Zeitung der Linksradikalen in Frankfurt, Zeitung für eine Welt mit festen Spielregeln und Gags, Zentralorkan des Rhein-Main-Sumpfes, Zeitung für Träumer/innen, Zeitung für Bankfurt, Zeitung für Punkfurt, Zeitung für Zankfurt, Zeitung für Schweinfurt, Zeitung für Fluchthelfer, Zeitung für Linksaußen.
Das herausragende Merkmal des Magazins war ein 14-tägiger Veranstaltungskalender für Musik, Kino, Theater, politische, kulturelle und Kinderveranstaltungen, der in einer solchen zusammenfassenden Form damals sonst nirgends gedruckt wurde.

## Geschichte

### Anfänge
Der Pflasterstrand ging aus der Zeitschrift FUZZY („Frankfurter Uni-Zzeitungs-Ynitiative“) des Frankfurter AStA hervor. Die Zeitschrift verstand sich zunächst als Sprachrohr der linken Sponti-Szene in Frankfurt am Main.
Die politische Orientierung wurde durch ihren Titel verdeutlicht, der sich auf den Sponti-Spruch „Unter dem Pflaster liegt der Strand“ bezieht (Der Slogan war allerdings älter und stammte ursprünglich aus dem Mai 1968 in Paris: Sous les pavés, la plage aus dem Umfeld der Situationistischen Internationale. Er bezieht sich auf den Sand, der sichtbar wird, wenn Pflastersteine als Wurfgeschosse aus dem Straßenbelag ausgehoben werden.) Zu etwa der gleichen Zeit gab es eine anarchistische Zeitschrift namens Unter dem Pflaster liegt der Strand (1974–1985) und einen Film mit dem Titel Unter dem Pflaster ist der Strand von Helma Sanders-Brahms (1975).
Die Zeitschrift bot jedoch über die Sponti-Szene hinaus einem breiten Spektrum linker Meinungen ein Forum. Zentrale Person und Spiritus Rector war Daniel Cohn-Bendit. In der Nullnummer vom Oktober 1976 wurde die Zielsetzung formuliert: „[E]ine Darstellung und Auseinandersetzung eines Spektrums [zu] werden, das von den Makrobioten bis zur Revolutionären Zelle reicht, das unsere Fluchtwünsche und individuellen Schwierigkeiten ebenso aufgreift wie politische Dimensionen, die brutale Repression der Polizei ebenso wie die Selbstrepression unter uns Linken.“

### Professionalisierung
1981 erschien im  Pflasterstrand der Vorabdruck der deutschen Fassung des Romans Chronik eines angekündigten Todes von Gabriel Garcia Marquez.
Seit Mitte der 80er Jahre orientierte sich die innenpolitische Redaktion des Pflasterstrands politisch an der Linie des Realo-Flügels innerhalb der Grünen, den Cohn-Bendit und seine ehemaligen Sponti-Mitkämpfer Joschka Fischer und Thomas Schmid entscheidend mitprägten. Parallel dazu gab es journalistische Professionalisierungstendenzen.
Ab 1982 hatte der Pflasterstrand, der bis dahin in erster Linie Beiträge von außen abdruckte, eine feste eigene Redaktion: Albert Christian Sellner (Pseudonym „Emil Nichtsnutz“), Matthias Horx („Paul Planet“), Georg Dick („Trino Gordo“), Gisela Wülffing, Cora Stephan („Vita Quell“), Tatjana Botzat, Reinhard Baigger (Pseudonym „Lei P.“), Edith Kohn („Remy Martin“), Johannes Winter („Franz Frühling“), Reinhard Mohr, Esther Schapira, Hartwin Möhrle, Joachim Klein, Werner W. Wille. Leidenschaftlich wurde von Seiten der linken Anwälte (Mike Knöss, Wilhelm Barabas, Armin Golzem und Rupert von Plottnitz) gefochten – nicht zuletzt gegen die RAF-Ideologie und die Argumentationen vieler Unterstützerzirkel. Das Feuilleton entwickelte sich unter der Ressortleitung von Elisabeth Kiderlen zu einem beachteten Diskursort für Kultur, in dem (fast) alle, die in Frankfurt Debattenbedarf hatten, veröffentlichten: Kasper König, Felix Schneider, Bernd Feuchtner, Heiner Goebbels, Jean Trouillet, Alexander Gauland, Claus Leggewie, Carl Hegemann („Carolina Bonavita“), Taygun Nowbary, Heipe Weiss, Harry Oberländer, Heiko Rosner, Inga Buhmann, Ulrike Kolb, Heike Kühn, Marli Feldvoß, Cornelia Niemann, Gitta Mohrdieck, DiWi Dreyse, Frank Herterich u. v. a. Im Frühjahr 1988 wurde Gerd Koenen Redakteur beim Pflasterstrand und führte sich mit einem kritischen Resümee seines früheren Engagements beim KBW ein.
Austausch gab es auch mit der taz, aus deren Lokalredaktion vor allem Heide Platen, Klaus-Peter Klingelschmitt und Michael Miersch Beiträge lieferten. Walter E. Baumann verantwortete das teilweise recht avantgardistische (punkige) Layout und achtete darauf, dass die Politik nicht zu sehr überhandnahm. Ständige Autoren kamen aus Frankfurts Frauenszene, aus den diversen Zentren, Initiativen wie dem „Sogenannten linksradikalen Blasorchester“, „Karl Napps Chaostheater“, aus der Alternativszene der selbstverwalteten Betriebe – vom Druckladen bis zum Kino. Unter dem Künstlernamen Brösel veröffentlichte der Comicautor Rötger Feldmann im Oktober 1979 seine ersten Comicstrips. Mitte der 1980er-Jahre existierte außerdem für einige Zeit eine Regionalausgabe Kassel/Nordhessen. Ab 1986 wurden Cohn-Bendits Verlagstätigkeiten mit einem zunächst zinsfreien Kredit über 260.000 DM aus dem Topf zur „Förderung alternativer Betriebe“ durch die SPD-geführte Landesregierung Hessens gefördert, um die landes- und bundesweite Expansion des Pflasterstrands zu ermöglichen.

### Wandel nach 1987
1987 stieg Matthias Kierzek, Eigentümer der Fuldaer Verlagsanstalt und Mitgründer des Eichborn Verlags, beim Pflasterstrand ein. Neuer Chefredakteur wurde Matthias Horx, der antrat, den Pflasterstrand „in ein modernes Dienstleistungsunternehmen zu verwandeln“. Das Magazin sollte auch für diejenigen brauchbar sein, „die nicht unbedingt in ihrer Jugend Steine gegen die Banken geworfen haben“. Aus dem 14-täglich erscheinenden Untergrundblatt wurde ein monatliches Hochglanzmagazin, das gleichwohl nicht den erwarteten Erfolg erzielte. Zunächst stieg die Auflage des neuen Pflasterstrands auf 24.000, sank aber in der Folge wieder erheblich. Im August 1990 verkaufte Kierzek den Pflasterstrand an die Presse Verlagsgesellschaft mbH der beiden Verleger Jan-Peter Eichhorn und Gerhard Krauß, die seit 1982 in Frankfurt das konkurrierende Stadtmagazin Auftritt publizierte. Dort entschied man sich im September 1990, beide Monatstitel aufzugeben. Die beiden ehemals konkurrierenden Teams entwickelten gemeinsam unter der Leitung der vom Pflasterstrand gekommenen Matthias Horx und Hartwin Möhrle eine neue, nun wieder 14-täglich erscheinende Stadtillustrierte, die im Oktober 1990 unter dem Titel Journal Frankfurt erstmals erschien und sich sehr schnell zur bis heute führenden Frankfurter Stadtillustrierten entwickelte.

## Kontroversen

### Beiträge mit pädosexuellen Inhalten
Im Pflasterstrand gab es mehrfach Pädosexualität gutheißende oder bewerbende Beiträge, exemplarisch werden Artikel, Kontaktanzeigen und Inhalte der Deutschen Studien- und Arbeitsgemeinschaft Pädophilie zwischen 1977 und 1980 genannt.

### Beiträge der Revolutionären Zellen
Zu einem Eklat kam es, als der Pflasterstrand 1978 im Rahmen einer längeren Diskussion über den untergetauchten Ex-Terroristen der Revolutionären Zellen Hans-Joachim Klein eine Erklärung von dessen ehemaliger Organisation unter dem Titel Hunde, wollt ihr ewig bellen veröffentlichte. Der Vorgang veranlasste die Staatsanwaltschaft, die Räume des Pflasterstrands zu durchsuchen und die gesamte Auflage der betreffenden Ausgabe zu beschlagnahmen. 1985 erschien ein Interview von Cohn-Bendit mit dem damals im Untergrund lebenden Klein.

## Sekundärliteratur
- Stephanie Horn: Abschied Vom Kollektiv. Der Frankfurter PflasterStrand. Brandes & Apsel, Frankfurt am Main 1989, ISBN 3-925798-40-4.
- Der Neoanarchismus. Renaissance und Entwicklung libertärer Presse in der Bundesrepublik von 1968 bis 1985. In: Bernd Drücke: Zwischen Schreibtisch und Straßenschlacht? Anarchismus und libertäre Presse in Ost- und Westdeutschland. Klemm & Oelschläger, Ulm 1998, ISBN 3-932577-05-1, S. 150 ff.